# أوسكار جي. ماسون
أوسكار جي. ماسون (بالإنجليزية: Oscar G. Mason)‏ هو مصور أمريكي، ولد في 1830، وتوفي في 16 مارس 1921.